# 리성금
리성금(1997년 10월 17일~)은 조선민주주의인민공화국의 역도 선수이다.